# Polypodium virginianum
Polypodium virginianum L. è una felce della famiglia Polypodiaceae, nativa del Canada e degli Stati Uniti orientali.

## Descrizione
Polypodium virginiarum è una piccola felce sempreverde con rizomi che possiede foglie lunghe dagli 8 ai 40 cm, e larghe dai 3 ai 6 cm, con dei piccioli scalati. Le foglie sono sempre rinverdite, affusolate ed appuntite. Le fronde, invece, sono larghe e circolari. Le spore sono intermezzate da lunghi filamenti marroni, sulle venature.

## Distribuzione e habitat
Questa specie vive in Canada e negli Stati Uniti orientali (Arkansas, Georgia ed Alabama). Generalmente cresce sulle rocce o nel sottobosco.